# Syrenbuddleja
Syrenbuddleja eller fjärilsbuske (Buddleja davidii) är en art i familjen flenörtsväxter från Kina. Arten blommar ända in i september, är vanlig som trädgårdsväxt i södra Sverige, och är en utmärkt nektarkälla för fjärilar. I Mellaneuropa är syrenbuddlejan extremt invasiv. 
Lövfällande buskar, 49–500 cm höga. Unga grenar, bladundersidor, bladskaft och blomställningar är vitulliga eller stjärnhåriga. Grenarna är nästan fyrkantiga. Stipler förekommer ibland och är nästan runda till äggrunda, 1–6 mm långa. Bladskaft 1–5 mm långa, bladskivorna är smalt äggrunda till smalt elliptiska, 4–20 cm långa och upp till 7,5 mm breda. Bladen är mer eller mindre gröna på ovansidan med fint tandad bladkant. Blommorna sitter i en klasliknande kvast som kan bli 30 cm lång. Blommorna är rörformade med utbrett bräm, doftande, violetta till mörkt purpur, ibland vita, med orange svalg, och 8–14 mm långa. Frukten är en brun kapsel. Många fjärilar när sig på syrenbuddlejans nektar och den är därför populär vid anläggandet av fjärilsträdgårdar.

## Synonymer
Buddleja davidii var. alba Rehder & E. H. Wilson
Buddleja davidii var. glabrescens Gagnepain
Buddleja davidii var. magnifica (E. H. Wilson) Rehder & E. H. Wilson
Buddleja davidii var. nanhoensis (Chittenden) Rehder
Buddleja davidii var. superba (Veitch) Rehder & E. H. Wilson
Buddleja davidii var. veitchiana (Veitch) Rehder & Bailey
Buddleja davidii var. wilsonii (E. H. Wilson) Rehder & E. H. Wilson
Buddleja shaanxiensis Z. Y. Zhang
Buddleja shimidzuana Nakai
Buddleja striata Z. Y. Zhang
Buddleja striata var. zhouquensis Z. Y. Zhang
Buddleja variabilis Hemsley
Buddleja variabilis var. magnifica E. H. Wilson
Buddleja variabilis var. nanhoensis Chittenden
Buddleja variabilis var. prostrata C. K. Schneider
Buddleja variabilis var. superba Veitch
Buddleja variabilis var. veitchiana Veitch
Buddleja variabilis var. wilsonii E. H. Wilson